# Пегерінос
Пегерінос (ісп. Peguerinos) — муніципалітет в Іспанії, у складі автономної спільноти Кастилія-і-Леон, у провінції Авіла. Населення — 323 особи (2010).
Муніципалітет розташований на відстані близько 50 км на північний захід від Мадрида, 39 км на схід від Авіли.
На території муніципалітету розташовані такі населені пункти: (дані про населення за 2010 рік)
- Ойо-де-ла-Гіха: 35 осіб
- Пегерінос: 288 осіб

## Демографія
Динаміка населення (INE ):